# Mike Mizanin
Michael "Mike" Mizanin (født d. 8. oktober 1980), bedre kendt under ringnavnet The Miz, er en amerikansk tv-stjerne og wrestler. Han wrestler i World Wrestling Entertainment (WWE) på SmackDown-brandet. 
Mizanin blev berømt i 2001 i et tv-program på MTV. Senere blev han nummer to i tv-programmet Tough Enough, hvor vinderen ville få en kontrakt i World Wrestling Entertainment. Derudover har en medvirket i en lang række af andre tv-programmer. 
Han skrev kontrakt med WWE og fik sin debut på tv-programmet SmackDown i september 2006. Han dannede bl.a. et tagteam med John Morrison, og de vandt WWE Tag Team Championship. Det lykkedes også The Miz at vinde WWE United States Championship to gange. I 2010 vandt han en money in the bank ladder match, som gav ham retten til en VM-titelkamp. Den fik han i november 2010, hvor han besejrede Randy Orton. Det var dermed The Miz' første VM-titel i karrieren.